# Soyuz TMA-13M
Soyuz TMA-13M es un vuelo del el 2014 a la Estación Espacial Internacional. Que transporta a tres miembros de la Expedición 40 a la Estación Espacial Internacional. TMA-13M será el vuelo 122 de la Soyuz, el primer vuelo de su lanzamiento en 1967. La Soyuz seguirá probablemente a bordo de la estación espacial para el incremento de la Expedición 41 para servir como vehículo de escape de emergencia.

## Tripulación
| Puesto               | Miembros de la tripulación                           | Miembros de la tripulación                           |
| -------------------- | ---------------------------------------------------- | ---------------------------------------------------- |
| Comandante           | Maksim Surayev, RSA Expedición 40 Segundo vuelo      | Maksim Surayev, RSA Expedición 40 Segundo vuelo      |
| Ingeniero de vuelo 1 | Gregory R. Wiseman, NASA Expedición 40 Primero vuelo | Gregory R. Wiseman, NASA Expedición 40 Primero vuelo |
| Ingeniero de vuelo 2 | Alexander Gerst, ESA Expedición 40 Primero vuelo     | Alexander Gerst, ESA Expedición 40 Primero vuelo     |